# Мейнеке, Фридрих
Фридрих Мейнеке (Майнеке) нем. Friedrich Meinecke; 30 октября 1862, Зальцведель/Альтмаркт — 6 февраля 1954, Берлин) — немецкий историк и философ.

## Биография
Детство и юность прошли под влиянием прусских и протестантских традиций. С 1882 года изучал германистику, историю и философию в Бонне и Берлине у Дройзена и Дильтея.
С 1887 года — сотрудник Государственного архива Пруссии.
С 1901 года — ординарный профессор в Страсбурге, в 1905—1914 годах — во Фрайбурге. В 1914 году был приглашён в Берлин, в том же году стал членом Берлинской академии наук.

## Взгляды
Изначально консервативно-монархическая и националистическая позиция впоследствии приобрела либеральные очертания, в 1915 году выступил за мир, во время Первой мировой войны и после неё публикации были направлены против большевизма и угроз Веймарской республике со стороны левых и правых радикалов. Последовательно выступал против национал-социализма, однако в движение активного сопротивления вовлечен не был. После окончания Второй мировой войны стал первым ректором основанного тогда Свободного университета в Берлине.

## Научное наследие
Работы Мейнеке посвящены двум темам: судьбе немецкой нации в XVIII—XX веков и проблеме смысла истории. Его основные труды — «Становление историзма» (1936), сборник статей «Об историческом смысле и смысле истории» (1939) — находятся под влиянием философии жизни Дильтея, неокантианских концепций Виндельбанда и Риккерта (разделение наук на номотетические и идеографические и др.), а также философских идей Гёте. Важнейшими элементами историзма он считал «идею индивидуальности» и «идею развития»; отправляясь от «каузального» («внешнего», «механического») объяснения, следует достигать «внутреннего», «живого» понимания, включающего фантазию, интуицию, ощущение, сочувствие, любовь. Говоря о «примате духовной истории», Мейнеке причислял к ней не только философию и поэзию, но и (опираясь на Ранке) — политическую историю. Рассматривал «государство» и «народ» в качестве индивидуальностей особого типа.

### Публикации
- Weltbürgertum und Nationalstaat. 1908.
- Die deutsche Katastrophe. Betrachtungen und Erinnerungen. 1946.
  - Немецкая катастрофа. Размышления и воспоминания / Пер. с нем., предисл., коммент. Н. Власова. — СПб.: Издательство Ивана Лимбаха, 2024. — 288 с.
- Werke. 9 Bde. 1957—1979.
- Возникновение историзма = Die Entstehung des Historismus. / [Пер. с нем. В. А. Брун-Цеховой]. — 2-е изд. — М.: Центр гуманитарных инициатив, 2013. — 478, [1] с. — (Книга света) — ISBN 978-5-98712-031-6